# ヨーク (戦列艦・4代)

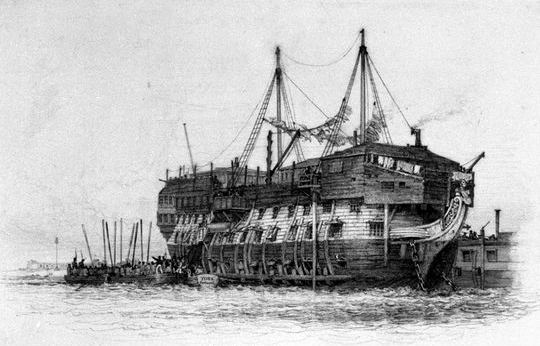
監獄船に改造された後の1829年のヨーク（エドワード・ウィリアム・クック画）

ヨーク（HMS York）はジョン・ヘンスロー設計のフェイム級74門3等戦列艦。1807年7月7日にロザーハイスで進水した。